# グロビデンス族
グロビデンス族 (Globidensini) は、後期白亜紀に生息した海生有鱗目のモササウルス科モササウルス亜科の族。本族の属は北アメリカ、ヨーロッパ、アフリカ、アジアから産出する。本族にはグロビデンス、ハラナサウルス、カリノデンスおよびイグダマノサウルスが分類される。
白亜紀末まで適応を続けたグロビデンス族は高度な特殊化を遂げ、特徴的なノブ状の歯によって硬い獲物を摂食する生態的地位を手に入れた。この生態的地位は三畳紀のプラコドゥス科（板歯目）やグリッピア（原始的な魚竜）の絶滅以降、中生代の大部分において占める者がいなかった。グロビデンス族の化石記録は希少であるため彼らは謎に包まれており、深海など生息域が限られていたために化石学的バイアスがかかった、硬い獲物を摂食する生態ゆえに当初の場所で個体群が拡大しなかったなどの可能性がある。
ずんぐりとした球形の歯はプログナトドンやプレシオティロサウルスと比較されることがままあり、両属もグロビデンス族に分類されることがある。これらの属はおそらくグロビデンスさほど近縁というわけではない。

## 形態

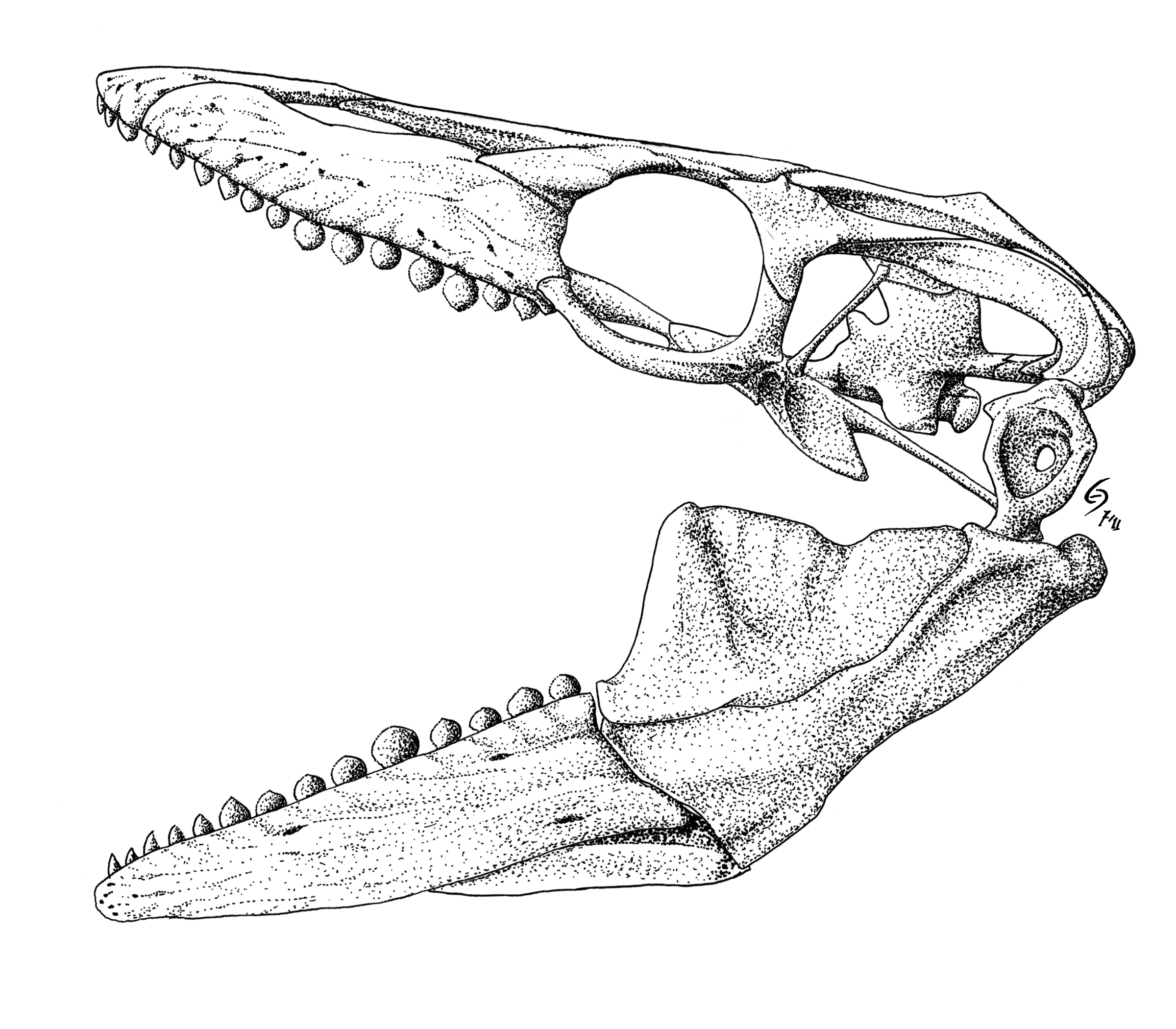
グロビデンス・ダコテンシスの復元された頭骨。球状の目立つ歯が見られる

全体的にグロビデンス族は中型のモササウルス科爬虫類で、グロビデンスは全長6メートルに達した。グロビデンス、カリノデンス、イグダマノサウルスの歯は丈夫で球形であるという点で他のモササウルス科のものとは異なる。大半のモササウルス科の属はイカや魚類といった柔らかく滑りやすい獲物を捕らえるのに適した鋭い歯を持つ。中には甲殻を持つ獲物の体を破砕することのできる者もいるが、グロビデンス族ほどに特殊化を果たした属はいない。グロビデンス族は丈夫で強靭な頭骨と半球形の歯を組み合わせ、アンモナイトや二枚貝および小型のウミガメといった動物の甲殻を砕くことができる。
Russell (1967) では、グロビデンスの骨学の情報が当時乏しかったためグロビデンス族は命名されながらも適切な診断がなされなかった。しかし、グロビデンスが他のモササウルス亜科から明確に区別される特徴を持ち、クリダステスの明確に派生的な子孫であると考えられたことで、族の新設に至った。
後に提唱された定義は、モササウルス・ホフマニを含まずグロビデンス・ダコテンシスを含む最も包括的な分類群というものである。

### 顎の構造
グロビデンスとプログナトドンはともに強力な顎の筋肉を持つ。上側頭窓の長さと頭骨長の比率は以前よりモササウルス科の咬合力の測定方法として用いられており、これらの属ではモササウルスと比較して極めて数値が大きい。グロビデンス・ダコテンシスでは0.27、プログナトドン・オヴェルトニでは0.22、プログナトドン・サトゥラトルでは0.22である。モササウルス・ホフマニでは0.19となる。

## 種と分類群
グロビデンス族
- カリノデンス
  - C. fraasi
  - C. belgicus
- グロビデンス
  - G. alabamaensis
  - G. dakotensis
  - G. phosphaticus
  - G. timorensis
  - G. schurmanni
- イグダマノサウルス
  - I. aegyptiacus
- ハラナサウルス
  - H. khuludae[1]